# Bruno Costa (Bildhauer)
Bruno Costa (* 6. Oktober 1890 in Brixen; † 11. Mai 1966) war ein österreichischer Bildhauer.

## Leben und Werk

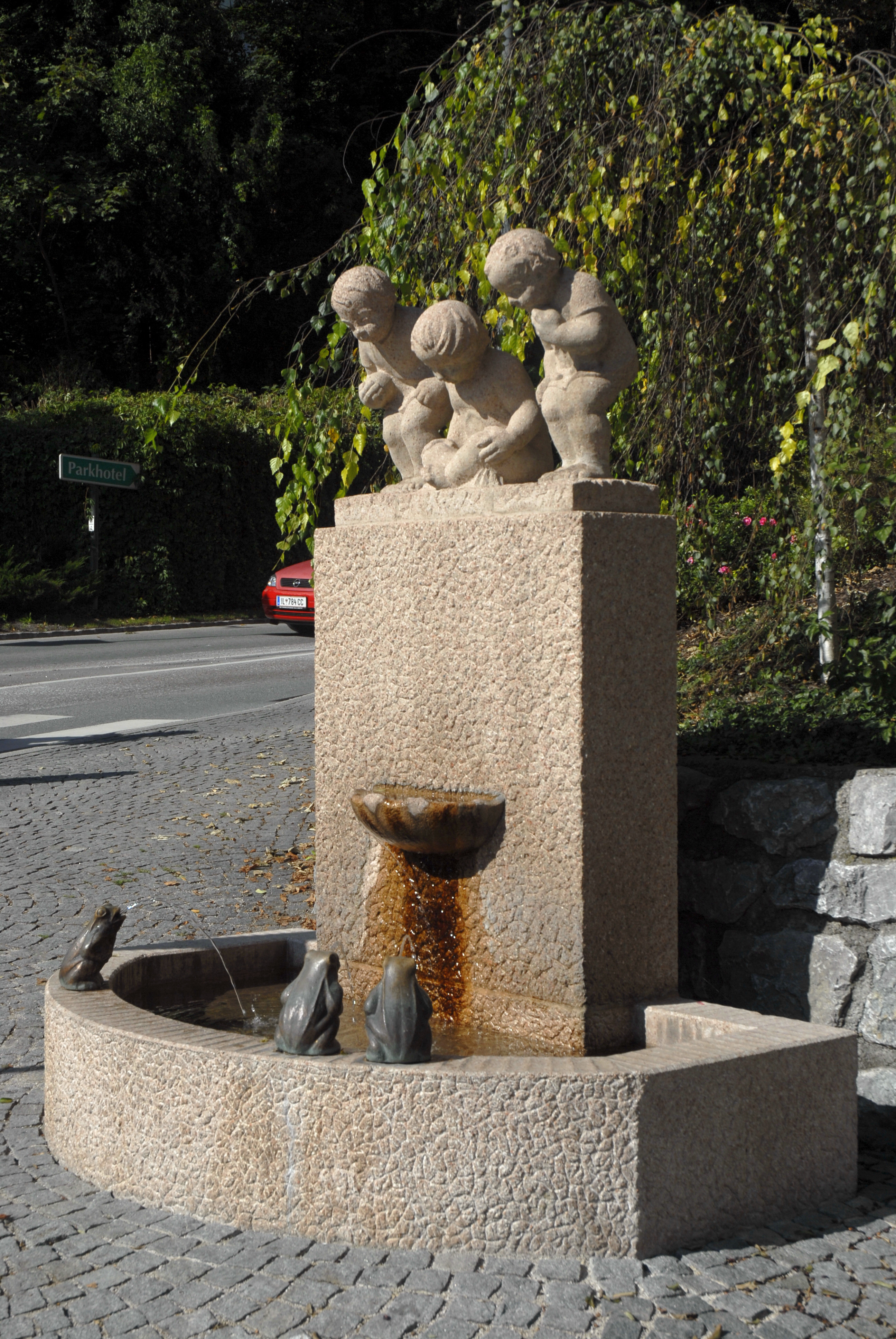
Fröschebrunnen in Hall in Tirol

Bruno Costa stammte aus einer ladinischen Künstlerfamilie. Er lernte bei seinem Vater, dem Bildhauer Peter Costa, und besuchte die Staatsgewerbeschule in Innsbruck, wo Ferdinand Stabinger einer seiner Lehrer war. Costa lebte in Ampass und schuf insbesondere Krippen, Kruzifixe und Grabkreuze. Zu seinen Werken zählen außerdem eine Ölberggruppe in der Pfarrkirche Fritzens und der Fröschebrunnen in Hall in Tirol.
Von ihrer Gründung 1924 bis zur Schließung 1933 leitete er die Landes-Holzschnitzschule in St. Jakob in Defereggen, die Ausbildung orientierte sich an den expressionistischen Arbeiten von Wilhelm Lehmbruck, Ludwig Penz oder Albin Egger-Lienz. Zu seinen Schülern gehörten Gottfried Fuetsch, Adrian Egger und Josef Troyer.
Bruno Costa war mit der Defereggerin Elisabeth Gasser verheiratet.